# 中华沙蚕属
中华沙蚕属（学名：Sinonereis）为沙蚕科的一个属。

## 下属物种
本属包括以下物种：
- 异足中华沙蚕 Sinonereis heteropoda Wu & Sun, 1979